# Mätningskungörelsen
Mätningskungörelsen (1974:339), MK, var den lag som i Sverige mellan juli 1974 och juli 2010 reglerade det mesta av den geodetiska mätningen, mätningen på marken, den fotogrammetriska mätningen, mätningen ur flygbilder, samt även framställning av en del kartor som är juridiskt bindande, till exempel de kartor som dokumenterar lantmäteriförrättningar. Av den framgår vilka måttenheter som används, vilka som har behörighet att självständigt utföra mätningar med mera.

## Kvalitet
Mätning och kartframställning med mera skall göras på ett enhetligt, planerat, noggrant och omsorgsfullt sätt.  Dock får det inte bli dyrare än vad som är lämpligt och det får inte orsaka olägenheter.  Mätning och kartering delas också in i olika mätklasser beroende på den kvalitet som behövs för ändamål med mera.
Den som utför arbete enligt MK skall också om det behövs ha kontakt med de kommunala nämnder som arbetar med plan- och byggfrågor, och med statlig tillsynsmyndighet.

## Måttenheter
Längder anges i meter, areor i kvadratmeter, volymer i kubikmeter och vinklar i gon. Lantmäteriet får även föreskriva multipel- och tilläggsenheter.

## Mätning
Mätningen delas in i planmätning, mätning av punkters läge i horisontalplanet, och höjdmätning, deras läge i höjd. Mätningen delas även in i geodetisk mätning, direkt mätning på marken, och fotogrammetrisk mätning, indirekt mätning ur stereobilder.
Den geodetiska mätningen delas sedan in i detaljmätning, mätning och utsättning av detaljer som till exempel hushörn eller fastighetssgränser i terrängen, och stommätning, mätning av de nät av punkter man utgår ifrån vid detaljmätningen.  Stomnäten i plan och höjd skall vara anslutna i rikets nät i plan och höjd. Dock kan Lantmäteriet ge undantag från det kravet.

## Kartframställning
Kartor skall ritas i någon av följande skalor: 1:100, 1:200, 1:400, 1:500, 1:1 000, 1:2 000, 1:4 000, 1:5 000 eller 1:10 000.  Lantmäteriet kan dock ge undantag från det.  "Papperskartor" skall även i regel framställas på arkivsäkert material.

## Utmärkning av punkter och linjer
Punkter och linjer får inte markeras på ett sådant sätt att de utgör ett hinder eller en fara.  Utmärkning av punkter och linjer i terrängen skall göras med märken eller markeringar av godkänd sort eller genom att deras lägen anges på något annat sätt.  Deras lägen skall även säkerställas genom att de anges i förhållande till andra punkter eller varaktiga detaljer i terrängen.
Fastighetsgränser i skog skall markeras genom att en cirka en meter bred gata huggs upp eller genom att träd i gränslinjen markeras på något sätt. Fastighetsgränserna, förutom de som går i vatten, skall även de säkerställas genom att de anges i förhållande till andra punkter, dock skall de anges i förhållande till stompunkter och liknande men inte till detaljer.
Att avsiktligt eller oavsiktigt flytta på eller förstöra märken, markeringar, punkter med mera är ett brott kallat förfalskning av fast märke som kan ge upp till fyra års fängelse.

## Behörighet
De som har behörighet och får arbeta med det som MK omfattar är lantmäterimyndigheter och mät- och kartavdelningar på kommuner.  Den personal som är inblandad måste också ha tillräcklig kompetens.
Den som självständigt får genomföra arbeten med det som MK omfattar är:
- någon som avlagt civilingenjörsexamen vid sektionen för lantmäteri eller väg- och vattenbyggnad vid en teknisk högskola med utbildningen inriktad på bland annat ämnena geodesi och fotogrammetri och som dessutom har minst två års praktisk erfarenhet av mätningsteknisk verksamhet,
- någon som avlagt ingenjörsexamen vid en gymnasieskolas eller ett tekniskt gymnasiums mätningstekniska specialkurs eller har motsvarande kunskaper och som har minst fyra års praktisk erfarenhet av mätningsteknisk verksamhet, eller
- någon som genom enskilt beslut av Lantmäteriet, Vägverket eller Banverket blivit behörig.

När det gäller fastighetsförteckningar måste den som skriver under dem dels ha avlagt civilingenjörsexamen vid sektionen för lantmäteri vid en teknisk högskola med utbildning inriktad på fastighetsbildning och liknande frågor eller har motsvarande kunskaper, och dels ha minst två års praktisk erfarenhet av fastighetsbildning eller fastighetsregistrering. Behörig är också den som har motsvarande kunskap och erfarenhet i fastighetsfrågor.

## Tillsyn
De myndigheter som utövar tillsyn över lagens efterlevnad och som får utfärda föreskrifter, regleringar utöver de i lagen, är Lantmäteriet, och Vägverket, Banverket eller Sveriges geologiska undersökning i de frågor som berörs av väglagen (1971:948), lagen (1995:1649) om byggande av järnvägar eller minerallagen (1991:45).

## Föreskrifter från Lantmäteriet
Mätningskungörelsen (som gällde fram till 2010) gav Lantmäteriet stöd att utfärda föreskrifter om hur mätningsverksamheten och kartframställningen med mera ska genomföras.  Råd kring kravställning av mätningsteknisk arbete framgår nu i Handbok i mät- och kartfrågor, "nya HMK" och har tidigare gjort det i form av Handbok till mätningskungörelsen, "gamla HMK", och Tekniska förklaringar och anvisningar till mätningskungörelsen, TFA.

### Handbok i mät- och kartfrågor
Handbok i mät- och kartfrågor är publicerad på Lantmäteriets webblplats och ersätter gamla HMK. Det pågår nu utredningsarbete som successivt från januari 2010 ersätter handböckerna med mer uppdaterad information.  Än så länge består dock en stor del av materialet av delar av de gamla handböckerna.

### Handbok till mätningskungörelsen
"Gamla HMK" hölls uppdaterad mellan 1993 och 1996, och bestod av nio separata delar som tillsammans innehöll de föreskrifter och rekommendationer som i detalj beskrev olika mätmetoder, toleranser, märkning med mera. Gamla HMK hade litet av skolbokskaraktär, men de juridiskt bindande föreskrifterna var makerade i delar av texten.
På grund av att det kommit flera ny teknologier började vissa delar av gamla HMK, till exempel de om GPS och fotogrammetri, att bli föråldrade.  Numera används till exempel ofta nätverks-RTK, som inte fanns medan HMK uppdaterades, och digital fotogrammeri, som tar över allt mer, nämndes bara i förbifarten.

### Tekniska förklaringar och anvisningar till mätningskungörelsen
Mellan 1979 och 1993 innehöll TFA de föreskrifter och rekommendationer som reglerade mät- och kartverksamheten. Skillnaden mellan TFA och "gamla HMK" var i huvudsak att TFA beskrev äldre metoder och var mer detaljerad.

## Fotnoter
1. ↑  ”SFS 2010:167 Förordning om upphävande av mätningskungörelsen (1974:339)” ( PDF). lagboken.se. https://www.lagboken.se/Lagboken/start/sfs/sfs/2010/100-199/d_617871-sfs-2010_167-forordning-om-upphavande-av-matningskungorelsen-1974_339.
2. ↑  I 1 § mätningskungörelsen (1974:339) finns en lång lista på berörda verksamheter.
3. ↑  3 § mätningskungörelsen (1974:339)
4. ↑  7 § mätningskungörelsen (1974:339)
5. ↑  14 § mätningskungörelsen (1974:339)
6. ↑  4 § mätningskungörelsen (1974:339)
7. 1 2  5 § mätningskungörelsen (1974:339)
8. ↑  5-6 §§ mätningskungörelsen (1974:339)
9. ↑  8 § mätningskungörelsen (1974:339)
10. 1 2  9 § mätningskungörelsen (1974:339)
11. 1 2  13 § mätningskungörelsen (1974:339)
12. ↑  13a § mätningskungörelsen (1974:339)
13. 1 2  12 § mätningskungörelsen (1974:339)
14. ↑  ”HMK mät- och kartfrågor”. Lantmäteriet. Arkiverad från originalet den 18 april 2013. https://archive.is/20130418112133/http://www.lantmateriet.se/Om-Lantmateriet/Samverkan-med-andra/Handbok-i-mat--och-kartfragor-HMK/HMK/. Läst 28 december 2012.
15. ↑  ”Status”. Lantmäteriet. Arkiverad från originalet den 18 april 2013. https://archive.is/20130418071024/http://www.lantmateriet.se/Om-Lantmateriet/Samverkan-med-andra/Handbok-i-mat--och-kartfragor-HMK/HMK/Status/. Läst 28 december 2012.